# Cantone di Saint-Symphorien-de-Lay
Il Cantone di Saint-Symphorien-de-Lay era una divisione amministrativa dell'arrondissement di Roanne.
È stato soppresso a seguito della riforma complessiva dei cantoni del 2014, che è entrata in vigore con le elezioni dipartimentali del 2015.
Comprendeva i comuni di:
- Chirassimont
- Cordelle
- Croizet-sur-Gand
- Fourneaux
- Lay
- Machézal
- Neaux
- Neulise
- Pradines
- Régny
- Saint-Cyr-de-Favières
- Saint-Just-la-Pendue
- Saint-Priest-la-Roche
- Saint-Symphorien-de-Lay
- Saint-Victor-sur-Rhins
- Vendranges